# Zasada 3R

Zasada 3R: Reduce, Reuse, Recycle ang., promuje zdrowy dla środowiska styl życia, konsumpcji dóbr i traktowania odpadów. Spolszczone: zasada 3 U: Unikaj kupowania zbędnych rzeczy, Użyj powtórnie, Utylizuj.
Pierwszy czasownik (ogranicz) przypomina o możliwości zmniejszenia ilości generowanych odpadów poprzez ograniczenie konsumpcji niepotrzebnych produktów – unikaj kupowanie zbędnych lub niepotrzebnych rzeczy, unikaj towarów nadmiernie opakowanych (niepotrzebnie nadmiernie opakowanych).
Drugi (użyj ponownie) przypomina o możliwości powtórnego wykorzystania produktów powszechnie uznanych za jednorazowe, co zmniejsza skalę zanieczyszczeń środowiska, powstałych zarówno wskutek efektów ubocznych produkcji jak i akumulacji śmieci. Odnosi się do propozycji ponownego, wielokrotnego wykorzystania towarów, czasem w zupełnie nowym przeznaczeniu.
Wreszcie ostatni czasownik (oddaj do odzysku/recykluj) mówi co należy zrobić w sytuacji, gdy nie można zrezygnować z produktu, a powstałego z niego odpadu nie da się wykorzystać ponownie: należy go wrzucić do odpowiedniego pojemnika celem ponownego wykorzystania w produkcji.
Kolejność czasowników nie jest w tym zwrocie przypadkowa. Największe korzyści dla środowiska niesie ograniczanie nadmiernej konsumpcji oraz wielokrotne użycie – czyli jak najpóźniejsze uznanie produktu za odpad. Wreszcie ich racjonalne przetwarzanie pomaga ograniczyć obciążenia środowiska związane z pozyskaniem produktu z surowców pierwotnych i wspomnianą wcześniej akumulacją śmieci.

## Zasada 4R
W nomenklaturze teorii zrównoważonego rozwoju istnieje również zasada 4R, która jest modyfikacją zasady 3R. W tym wariancie, przed Reduce stawia się nowy parametr - Refuse, czyli odmawiaj. W innej wersji stosuje się zamiast Refuse, zasadę Remanufacture na końcu listy czynności co z języka angielskiego tłumaczy się jako "Zregeneruj".